# Хеннебергер, Барбара
Барбара-Мария «Барби» Хеннебергер (нем. Barbara-Maria "Barbi" Henneberger; 4 октября 1940, Оберштауфен — 12 апреля 1964, Санкт-Мориц) — немецкая горнолыжница, выступавшая в слаломе, гигантском слаломе и скоростном спуске. Представляла сборную ФРГ по горнолыжному спорту и Объединённую германскую команду в первой половине 1960-х годов, бронзовая призёрка зимних Олимпийских игр в Скво-Вэлли, обладательница двух бронзовых медалей чемпионатов мира, трёхкратная победительница зимней Универсиды.

## Биография
Барбара Хеннебергер родилась 4 октября 1940 года в ярмарочной общине Оберштауфен, Бавария. Проходила подготовку в Мюнхене в одноимённом спортивном клубе TAK München под руководством тренера Энгельберта Хайдера.
В 1957 году впервые стала чемпионкой Западной Германии среди юниорок.
Наивысшего успеха в своей спортивной карьере добилась в возрасте девятнадцати лет в 1960 году, когда вошла в состав Объединённой германской команды, собранной для участия в зимних Олимпийских играх в Скво-Вэлли. В слаломе по сумме двух попыток заняла третье место и завоевала тем самым бронзовую олимпийскую медаль, пропустив вперёд только канадку Энн Хеггтвейт и американку Бетси Снайт. Кроме того, заняла 15 место в гигантском слаломе, показала одиннадцатый результат в скоростном спуске. По итогам трёх женских дисциплин взяла также бронзу в комбинации, хотя этот вид в то время не входил в олимпийскую программу, и награда пошла только в зачёт чемпионата мира. За эти выдающиеся достижения по итогам сезона была награждена Серебряным лавровым листом, высшей спортивной наградой ФРГ.
Став бронзовой олимпийской призёркой, Хеннебергер осталась в основном составе западногерманской национальной сборной и продолжила принимать участие в крупнейших международных соревнованиях. Так, в 1962 году она побывала на чемпионате мира в Шамони, где стала пятой в слаломе, вошла в двадцатку сильнейших гигантского слалома, показала четвёртый результат в скоростном спуске и комбинации. Будучи студенткой, отправилась представлять страну на зимней Универсиаде в Швейцарии, откуда привезла три золотые награды и одну серебряную.
Принимала участие в Олимпийских играх 1964 года в Инсбруке, но на сей раз попасть в число призёров не смогла — закрыла десятку сильнейших в слаломе, заняла седьмое место в гигантском слаломе и пятое место в скоростном спуске. В зачёте комбинации расположилась на пятой строке. Вскоре по окончании этой Олимпиады приняла решение завершить спортивную карьеру.
В апреле того же 1964 года в составе небольшой группы лыжников принимала участие в съёмках фильма о горнолыжном спорте Ski-Fascination. Съёмки проходили в горах недалеко от Санкт-Морица под руководством известного немецкого модельера и спортсмена Вилли Богнера младшего и закончились трагедией. Находясь на склоне, 14 апреля Барбара Хеннебергер и её американский коллега Бадди Вернер попали под сход весенней лавины и погибли под слоем снега толщиной более двух метров. Её тело было перевезено в Мюнхен и захоронено на кладбище Вальдфридхоф — на похоронах присутствовало более пяти тысяч человек. Швейцарский суд признал Богнера виновным в причинении смерти по неосторожности и приговорил его к двум месяцам лишения свободы условно.